# Johann Labonté
Johann Peter Labonté (* 24. November 1866 in Weisenau bei Mainz; † 21. Juni 1945 in Heerbrugg) war ein in der Schweiz wirkender Architekt, der als wichtigster Vertreter des Jugendstils im St. Galler Rheintal gilt.

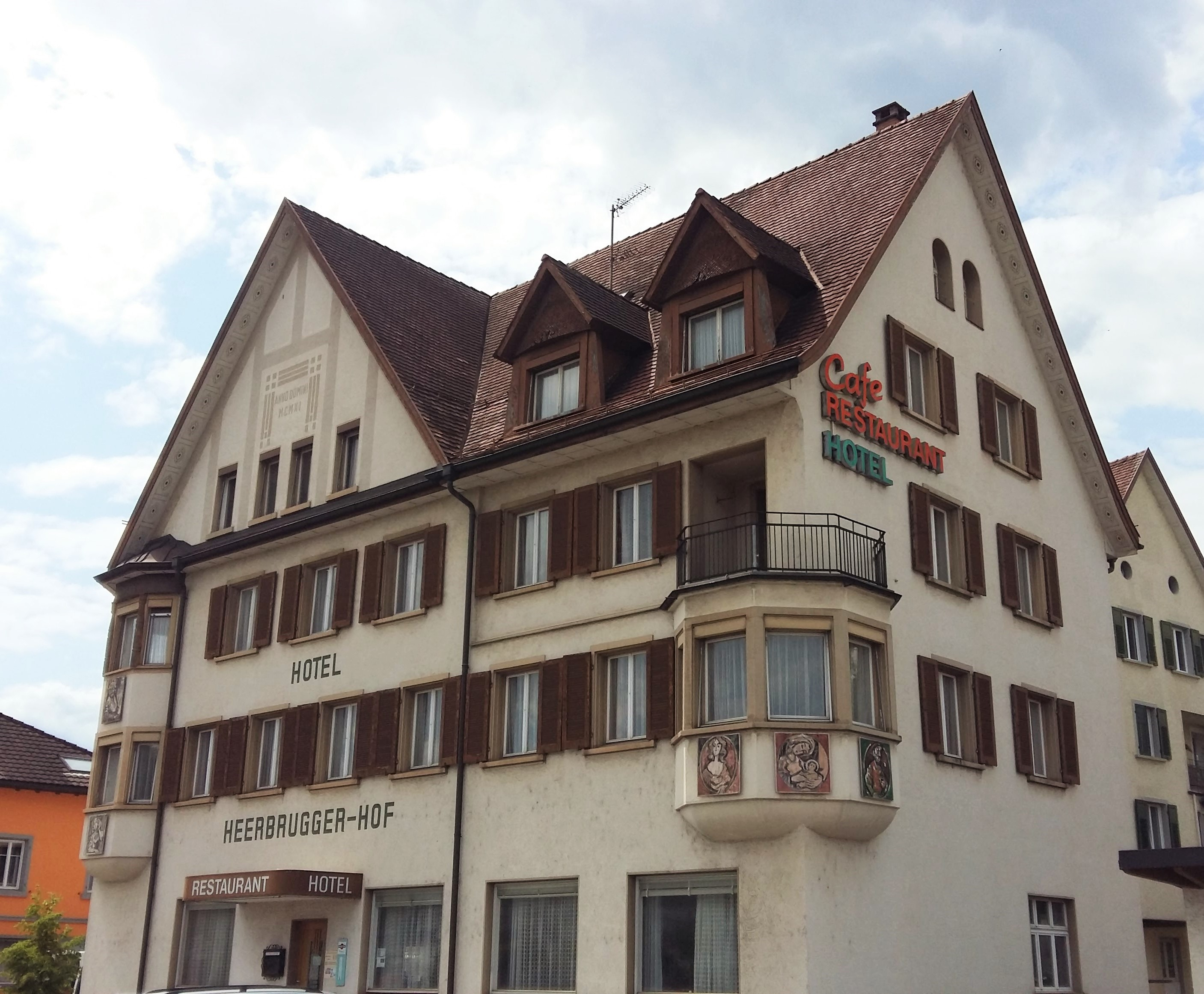
Das von Johann Labonté erbaute Hotel Heerbruggerhof war auch in seinem Besitz und sein Arbeitsort.

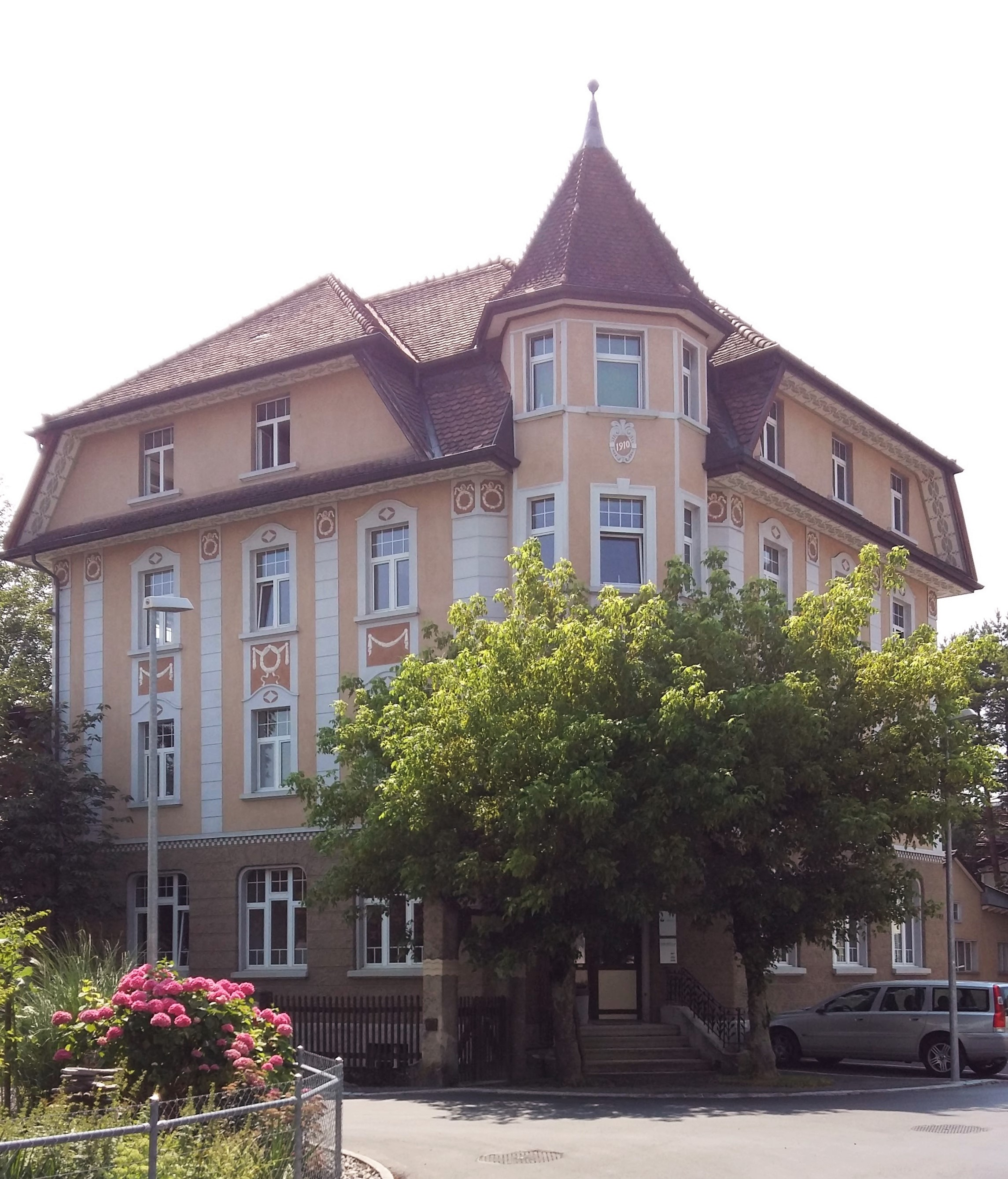
Erbaut von Johann Labonté, gilt dieses Fabrikgebäude in Au als erstes Hochhaus im Rheintal.

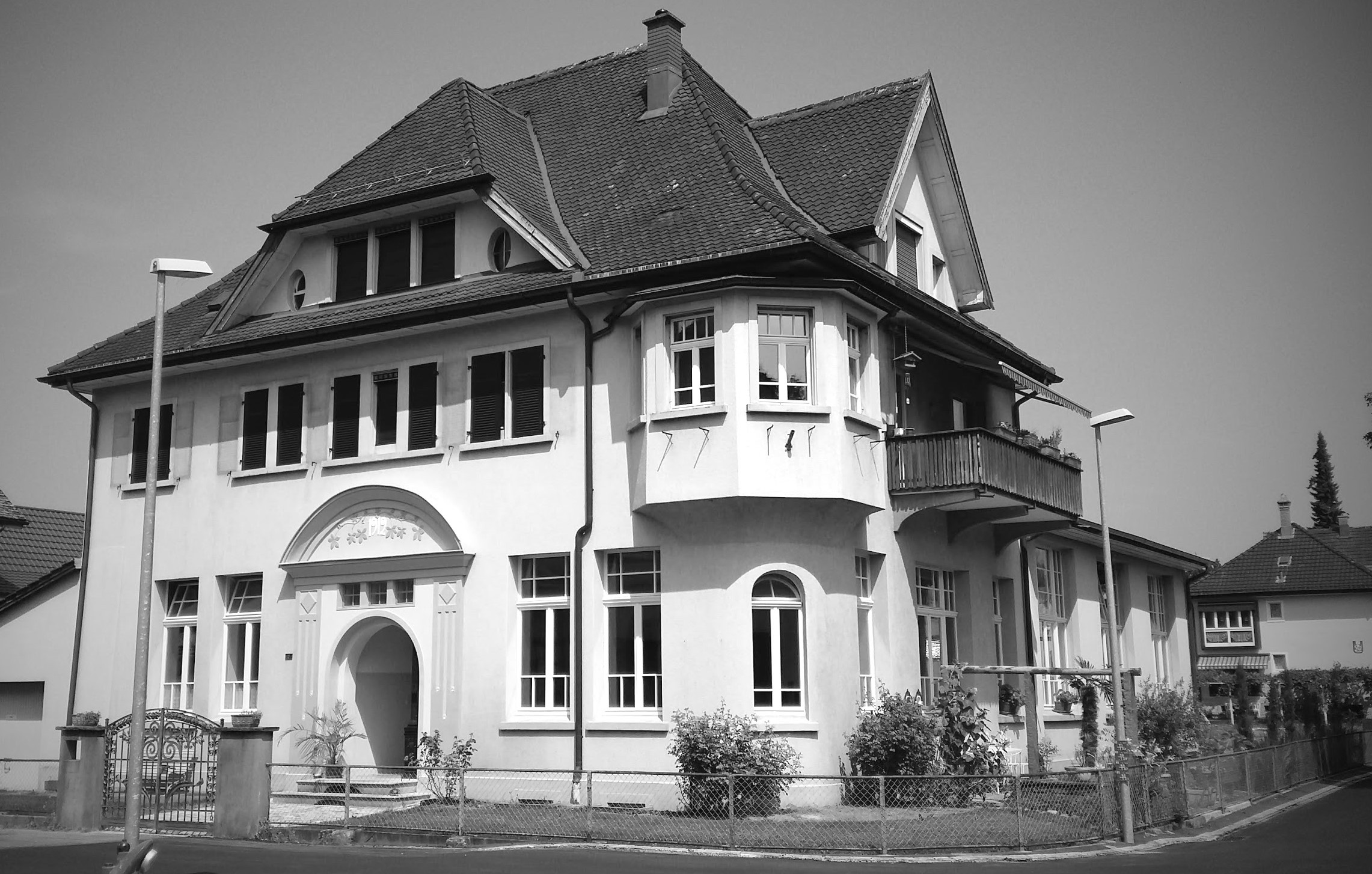
Ein Gebäude in Au vom Typ Fabrikantenvilla, entworfen von Johann Labonté

## Leben
Johann Peter Labonté wurde als Sohn des Peter und der Maria Labonté-Hahnefeld am 24. November 1866 in Weisenau bei Mainz geboren. Die Familie zog später nach Strassburg und dann nach Stuttgart. Von 1886 bis 1888 studierte er Architektur an der Baugewerkschule Stuttgart. Nach dem Abschluss wanderte Labonté nach Rorschach am Bodensee (Schweiz) aus, wo er als Bautechniker bei Carl Herkommer eine Anstellung fand und wohl die meisten Bauten von Herkommer und Partner entwarf. 1892 heiratete er Sophie Schwarz aus Prinzbach in Baden. 1899 wurde ihr einziges Kind Sophie geboren. 1902 zog es die Familie nach Berneck, wo Labonté als Baufachmann und als selbstständiger Architekt tätig war. 1906 verlegte die Familie ihren Wohnsitz nach Heerbrugg, wo Labonté bis zu seinem Tod, am 21. Juni 1945, wohnte und wirkte. 1910 erwarb er das Bürgerrecht von Wittenbach SG und wurde damit zum Schweizer Staatsbürger. 1912 wurde, mit dem Ziel in Heerbrugg eine Pfarrei zu gründen und die für die Kirchenerstellung notwendigen Mittel zu beschaffen, auf seine Initiative die katholische Kapellengenossenschaft gegründet, deren Präsidium er 25 Jahre innehatte. Markus Kaiser urteilt in seiner Biografie über Johann Labonté::261

„Labontés Werk lässt auf sein Schaffen und seinen Charakter schliessen. Als solider Praktiker beherrschte er seine Profession von Grund auf, in sämtlichen Gebieten seines Fachs. Mit schöpferisch wachem Sinn nahm er Anregungen auf, verfolgte sie über längere Zeit und entwickelte sie zu eigenen Lösungen. Dabei bewies er Weitsicht und Wagemut. Als er 1945 starb, rühmten die Zeitungen seinen intelligenten und bestimmten Blick, seine Frohmut und Zuversicht, seinen lebhaften Geist. Und um 1980 sagten jene, die Ihn noch gekannt hatten, aufrecht und offen sei er gewesen, bescheiden und freundlich, kurz Ein feiner Mensch.“

## Bauten und Entwürfe
Labontés erstes Werk im Rheintal war 1902 die Rote Fabrik für die Firma Schmidheiny, deren Hausarchitekt er war, an der Balgacherstrasse in Heerbrugg. Die intensive Arbeitsweise – er bewältigte Detailpläne sowie Bauleitung und Korrespondenz ohne Angestellte – liess zwischen 1903 und 1916 rund 650 Projekte entstehen, viele davon wurden auch realisiert. Seine Bauten prägen Heerbrugg, den St. Margrether Bahnhofplatz und das Auer Bahnhofquartier. Sie sind die optischen Glanzpunkte vieler Gemeinden von Sennwald bis Rorschach. Für die aufblühende Stickereiindustrie entwickelte Labonté die typische villenartige Fabrikarchitektur des Rheintals. Manche Bauten werden heute noch einfach Fabrikantenvilla genannt, so ein 1909 an der Tramstrasse in Berneck erbautes Gebäude mit Fabriklokal im Erdgeschoss und einem dreigeschossigen Aufbau. Das angebaute Mansarden-Türmchen verleiht dem Gebäude einen schlossartigen Charakter.
Markus Kaiser bezeichnet ihn als Schöpfer Heerbruggs.:260